# Familienrecht (Polen)
Das Familienrecht ist in Polen ein spezieller Bereich des Zivilrechtes und regelt die Rechtsverhältnisse der durch Ehe, Lebenspartnerschaft, Familie und Verwandtschaft miteinander verbundenen Personen. Darüber hinaus regelt es aber auch die außerhalb der Verwandtschaft bestehenden gesetzlichen Vertretungsfunktionen: Vormundschaft, Pflegschaft und rechtliche Betreuung.

## Einführung bzw. Rechtsquellen
Das polnische Familienrecht ist bis auf wenige Ausnahmen im Familien- und Vormundschaftsgesetzbuch (Kodeks rodzinny i opiekuńczy) vom 25. Februar 1964 verortet.  Eine größere Umgestaltung hat das Familienrecht durch das Gesetz zur Änderung des Familien- und Vormundschaftsgesetzbuches im Jahre 2004 erfahren. Damit wurde unter anderem die Aufnahme von wirtschaftlichen Tätigkeiten für die Ehegatten erleichtert. Die durch die in der Verfassung verankerten Grundsätze des Familien- und Kindesschutzes durchziehen das FVGB mit Regelungen, die diesem Schutzbereich Rechnung tragen. Des Weiteren hat die Republik Polen zahlreiche internationale Abkommen im Bereich des Familienrechtes unterzeichnet.

## Die Ehe

### Die Eheschließung
Das polnische Recht fordert zur Gültigkeit einer Eheschließung zum einen die gleichzeitige Anwesenheit beider Brautleute und zum anderen müssen die Beteiligten das 18. Lebensjahr vollendet haben. Weiter muss ein Standesamtsvorsteher die Eheschließung erklären gemäß Art. 1 § 1 FVGB.
Ausnahmen sind vom Grundsatz im Folgenden möglich:
Trotz des Charakters eines höchstpersönlichen Rechtsgeschäftes ist es möglich, durch das Gericht bei Vorliegen wichtiger Gründe die Eheschließung durch einen Vertreter erfolgen zu lassen. 
In Deutschland ist die Eheschließung durch einen Vertreter nicht zulässig.
Des Weiteren kann das Gericht bei Vorliegen wichtiger Gründe einer Frau, die das 16. Lebensjahr vollendet hat, die Eheschließung erlauben, wenn sich aus den Umständen ergibt, dass dies dem Wohle der künftigen Familie dient, Art. 10 § 1 FVGB. Außerdem besteht die Möglichkeit, sich von einem Konsul trauen zu lassen, wenn die Heiratswilligen sich im Ausland aufhalten und beide die polnische Staatsangehörigkeit besitzen, Art. 1 § 4 FVGB.

### DieKonkordatseheoder Ehe nach Kirchenrecht
In Polen ist es möglich, eine kirchliche Ehe einzugehen, ohne noch einmal standesamtlich heiraten zu müssen. Voraussetzung dafür ist, dass Mann und Frau nach dem Recht einer Kirche oder Glaubensgemeinschaft heiraten, unter Anwesenheit eines Geistlichen, sowie die Eheschließung nach polnischem Recht erklären und der Standesamtsvorsteher im Nachhinein einen Trauschein ausstellt, Art. 1 § 2 FVGB.
Weitere bürokratische Schritte sind:
- Dem Geistlichen muss eine Bescheinigung des Standesamtsvorstehers vorliegen, in der bestätigt wird, dass keine eheausschließenden Umstände vorliegen, Art. 8 § 1 FVGB.
- Der Geistliche muss nach der Willensabgabe zur Eheschließung eine Bescheinigung ausfüllen, in der er erklärt, dass beide Willenserklärungen in seiner Gegenwart erfolgten. Diese Bescheinigung muss von zwei volljährigen Zeugen bestätigt werden und innerhalb von fünf Tagen zusammen mit der Bescheinigung des Standesamtsvorstehers an das Standesamt zurück gesandt werden, Art. 8 § 2,3 FVGB.

### Rechte und Pflichten der Ehegatten
In Art. 33 I der polnischen Verfassung heißt es: „Frau und Mann haben die gleichen Rechte im familiären, gesellschaftlichen und politischen Leben.“ Dieser Grundsatz findet sich noch einmal in Art. 23 FVGB wieder. Dadurch sind Eheleute auch zu einer Lebensgemeinschaft verpflichtet, die Hilfeleistung und Treue sowie Mitwirkung am Wohle der gemeinsam gegründeten Familie voraussetzt. Die Eheleute entscheiden gemeinschaftlich und gleichberechtigt über alle wesentlichen Angelegenheiten der Familie. Sollte ein Konsens einmal nicht erreicht werden, besteht die Möglichkeit, durch ein Gericht eine Entscheidung fällen zu lassen, Art. 24 FVGB. Außerdem ist jeder Teil der Ehe verpflichtet, nach seinen Fähigkeiten an der Deckung des Familienbedarfs mitzuwirken, Art. 27 FVGB. Die Eheleute haften gegenüber einem Gläubiger gesamtschuldnerisch zu gleichen Teilen, wenn es sich um Verbindlichkeiten handelt, die aus Geschäften resultieren, die zur Deckung des üblichen Familienbedarfs entstanden, Art. 30 FVGB.

## Eheliches Güterrecht

### Gesetzliche Gütergemeinschaft
Mit Eheschließung entsteht zwischen den Ehegatten eine Gütergemeinschaft. Diese umfasst alle Gegenstände, die während der Ehe von einem Teil oder beiden erworben wurde, Art. 31 FVGB.
Das gemeinschaftliche Vermögen ergibt sich aus den Arbeitslöhnen, Einkommen aus anderer erwerbsmäßiger Tätigkeit jedes Ehegatten, Erträge aus dem gemeinschaftlichen Vermögen wie Zinsen und aus dem persönlichen Vermögen des Einzelnen sowie aus den Ansprüchen aus den arbeitsrechtlichen Pensionsfonds. Art. 33 FVGB listet die Gegenstände auf, die nicht von der gesetzlichen Gütergemeinschaft umfasst sind.
Die letzte gesetzliche Überarbeitung des FVGB hatte zur Folge, dass das Surrogationsprinzip nach Art. 33 Nr. 10 FVGB auf alle Bestandteile des persönlichen Vermögens ausgeweitet wurde. Demnach gehören die Gegenstände, die ein Ehegatte aus seinem persönlichen Vermögen angeschafft hat, auch zu dessen persönlichen Vermögen.

### Verwaltung des gemeinschaftlichen Vermögens
Beide Eheleute sind verpflichtet, an der gemeinschaftlichen Verwaltung des Vermögens mitzuwirken, Art. 36 § 1 FVGB. Danach ist jede Seite dazu verpflichtet, Auskünfte über den Stand des Vermögens und über eingegangene Verbindlichkeiten dem anderen Teil zu erteilen. Sollte diese Pflicht verweigert werden, besteht die Möglichkeit, den anderen Teil von dem selbstständigen Verwaltungsrecht auszuschließen oder aber gerichtlich eine Sanktion in der Form einzuleiten, dass dann eine Gütertrennung besteht, Art. 40 FVGB.
Prinzipiell ist es nach heutiger Rechtslage möglich, dass jeder Teil selbstständig das gemeinschaftliche Vermögen verwalten kann, das heißt, Maßnahmen vornehmen, die unter anderem auf dessen Erhaltung gerichtet sind. Durch Art. 37 § 1 FVGB werden Ausnahmen für die selbstständige Verfügung definiert; so ist ein Grundstückserwerb oder -verkauf grundsätzlich ohne Zustimmung des anderen Ehegatten unzulässig bzw. bis zur Genehmigung des anderen Teil schwebend unwirksam. Es ist in diesem Zusammenhang dem anderen Ehegatten grundsätzlich auch möglich, der Vornahme einer Verwaltungsmaßnahme zu widersprechen. Dieser Widerspruch ist jedoch insoweit ausgeschlossen, als es sich bei den getroffenen Maßnahmen des anderen Teils um Handlungen des alltäglichen Lebens oder aber um Maßnahmen, die der Deckung des Familienbedarfs (Einkauf etc.) dienen, handelt, Art. 361 FVGB. Ist die Handlung eines Ehegatten darauf gerichtet, eine Durchführung von Erwerbs- oder Wirtschaftstätigkeit zu fördern oder zu erhalten, so ist der handelnde Ehegatte allein verwaltungs- und verfügungsberechtigt, ein Widerspruch ist in diesem Fall ebenfalls unzulässig.
Nach polnischem Recht zählt ein Verpflichtungsgeschäft, z. B. die Übernahme einer Bürgschaft, nicht zu den gemeinschaftlichen Verwaltungsmaßnahmen. Das heißt, eine Zustimmung des anderen Teils ist nicht nötig. Jedoch ist eine Zustimmung des anderen Ehegatten für den Gläubiger möglicherweise von wirtschaftlichem Interesse, da bei einer gemeinschaftlichen Erklärung der Gläubiger in das Gesamtvermögen vollstrecken kann, Art. 41 FVGB. Mit Ausnahme der in Art. 37 FVGB aufgezählten Rechtsgeschäfte, ist die Konsequenz der fehlenden Zustimmung des anderen Ehegatten, dass Ansprüche auch deiktischer Art nur in das persönliche Vermögen des einen Teils sowie in die in Art. 41 FVGB aufgezählten Gegenstände vollstreckt werden können. Gleiches gilt für Ansprüche, die vor der Entstehung der Gütergemeinschaft entstanden sind.

## Vertragliches Güterrecht (Ehevertrag)
Eheverträge können sowohl vor Beginn der Ehe oder während der Ehe geschlossen, geändert oder aufgelöst werden. Das polnische Recht sind vier Formen des vertraglichen Güterrecht vor, wobei allen gemein ist, dass sie der notariellen Beurkundung bedürfen:
- 1. Vertragstyp: Dieser sieht eine Ausweitung der gesetzlichen Gemeinschaft vor, wobei eine Ausdehnung der in Art. 49 § 1 aufgezählten Rechte ausgeschlossen ist.
- 2. Vertragstyp: Dieser schränkt im Gegenzug zum ersten Vertragstyp die gesetzliche Gemeinschaft ein.
- 3. Vertragstyp: Führt die Gütertrennung ein. In diesem Fall behält jeder Ehegatte das Vermögen, das er zuvor, als auch nach Vertragsabschluss erworben hat. Jeder Teil verwaltet sein Vermögen selbstständig.
- 4. Vertragstyp: Dieser wurde im Jahre 2004 vom polnischen Gesetzgeber eingeführt. Dieser Vertragstyp führt die Zugewinngemeinschaft ein. Dies bedeutet, dass nach Beendigung der Gütergemeinschaft der Teil mit dem kleineren Vermögen einen Anspruch auf Zahlung oder Rechtsübertragung zum Zugewinnausgleich hat. Die Berechnung erfolgt durch einen Vergleich der beiden Teile. Dabei wird der Vermögenszuwachs nach Ehevertragsschluss verglichen.

Da es in Polen an staatlichen Stellen fehlt, bei denen ein Ehevertrag hinterlegt werden könnte, kann sich der Ehegatte auf den Ehevertrag gegenüber Dritten nur dann berufen, wenn der Abschluss und die Art des Vertrages ihnen bekannt war, Art. 471 FVGB.

### Das Zwangsvermögenssystem
Jeder Ehegatte kann aus wichtigen Gründen die Anordnung der Vermögenstrennung verlangen. Das Datum der Vermögenstrennung legt das Gericht in seiner Entscheidung fest; dieses kann auch vor der eigentlichen Klageerhebung liegen.
Neben einem Antrag kann eine Vermögenstrennung auch kraft Gesetzes erfolgen, z. B. im Falle:
- der Entmündigung eines Ehegatten,
- der Insolvenz eines Ehegatten,
- der Trennung der Ehegatten.

Sollten die oben genannten Fälle ihre Wirksamkeit verlieren, entsteht zwischen den Eheleuten wieder das gesetzliche Vermögenssystem.

## Nichterklärung der Ehe
Abschließend angegeben sind in den Art. 10–22 FVGB die Gründe angegeben, die zu einer Nichtigkeit einer Ehe führen können. Diese Gründe sind unter anderem:
- die Brautleute haben das 18. Lebensjahr noch nicht erreicht. Die Ehe kann jedoch in zwei Fällen dann dennoch für gültig erklärt werden, zum einen wenn vor der Klageerhebung die Ehegatten das 18. Lebensjahr erreicht haben oder die Ehefrau schwanger ist.
- des Weiteren wenn einer der Brautleute bei der Eheschließung psychisch erkrankt oder geistig zurückgeblieben war, oder vollständig entmündigt wurde,
- wenn einer der Brautleute bei Eheschließung bereits verheiratet ist,
- wenn die Ehe durch Verwandte in gerader Linie, das heißt Geschwister oder Schwäger in gerader Linie, geschlossen worden ist,
- wenn eine Ehe zwischen einem Adoptierenden und dem Adoptierten geschlossen wurde,
- wenn die Vollmacht zur Eheschließung nicht war oder widerrufen wurde.

Je nach Grund, der zur Nichtigkeit der Ehe führt, unterscheidet sich der zur Klageerhebung fähige Personenkreis. Jedoch kann ein Staatsanwalt immer eine Feststellungsklage einleiten, die entweder die Nichtigkeit einer Ehe oder aber das Bestehen oder Nichtbestehen einer Ehe überprüft.

## Beendigung der Ehe
Grundsätzlich endet die Ehe mit dem Tod des einen Ehegatten oder infolge einer Scheidung. Art.
55 FVGB stellt die Vermutung auf, dass die Ehe mit Zeitpunkt des Todes auch beendet ist. Sollte jedoch der Ehegatte noch am Leben sein oder ist er zu einem anderen Zeitpunkt gestorben und der andere Teil ist eine neue Ehe eingegangen, kann die neue Ehe nicht für nichtig erklärt werden, wenn die Eheleute zum Zeitpunkt der Eheschließung nicht wussten, dass der für tot erklärte Ehegatte noch lebt.
Im polnischen Rechtssystem gibt es keine rechtlichen Grundlagen für die Auflösung der Ehe durch Vereinbarung der Ehepartner oder im Verwaltungsverfahren. Die Entscheidung über Scheidung obliegt ausschließlich den Zivilgerichten. Jeder Ehegatte kann gemäß Art. 56 ff. FVGB beim zuständigen Gericht die Scheidung und damit die Auflösung der Ehe verlangen. Voraussetzung dafür ist eine dauerhafte und völlige Zerrüttung der ehelichen Lebensgemeinschaft. Die Scheidung ist nicht zulässig, wenn die Eheleute gemeinsame minderjährige Kinder haben und durch eine Scheidung deren Wohl gefährdet wäre (Art. 56 § 2, 1 Alt. FVGB) oder wenn die Scheidung aus anderen Gründen den Grundsätzen des gesellschaftlichen Zusammenlebens widersprechen würde (Art. 56 § 2, 2 Alt. FVGB). Möchte ein Ehegatte der Scheidung nicht zustimmen oder ist die Scheidungsklage von dem Teil erhoben, der allein verantwortlich ist für die Zerrüttung der ehelichen Lebensgemeinschaft, so kann das Gericht die Scheidung nur aussprechen, wenn die Zustimmungsverweigerung gegen die Grundsätze des gesellschaftlichen Zusammenlebens verstößt, Art. 56 § 3 FVGB.
Ein Scheidungsurteil muss folgende Punkte enthalten:
- die Frage der Schuld der Eheleute; jedoch muss diese Frage nicht entschieden werden, wenn sich die Eheleute darüber einig sind, dass diese Frage nicht erörtert werden muss, Art. 57 FVGB.
- die Frage der elterlichen Sorge bei gemeinsamen minderjährigen Kindern sowie die Kostenverteilung für deren Unterhalt inklusive der Kosten, die für Kindererziehung entstehen, Art. 58 § 1 FVGB.
- Entscheidung über Art und Weise der Nutzung des bisherigen gemeinsamen Wohnraumes.

Bei dieser Entscheidung berücksichtigt das Gericht hauptsächlich das Wohl der gemeinsamen minderjährigen Kinder und des Ehegatten, dem die elterliche Sorge übertragen wurde, Art. 58 § 2 FVGB.
Des Weiteren kann das Gericht auf Antrag eines Ehegatten die Zwangsräumung des anderen Ehegatten, die Aufteilung der Wohnung, sowie einem Ehegatten eine neue Wohnung zuweisen und die Aufteilung des Gesamtvermögens veranlassen, Art. 58 § 2, 3 FVGB.
Neben der Scheidung ist auch die Institution der Trennung anerkannt, Art. 61(1) ff. FVGB. Bei dieser Institution handelt es sich um eine gerichtliche Anordnung, wenn die eheliche Lebensgemeinschaft als zerrüttet gilt. Die Trennung hat zur Folge, dass keiner der Ehepartner eine neue Ehe eingehen darf und die Eheleute, soweit es zumutbar ist, dem anderen Hilfe zu leisten haben.

## Beziehungen zwischen Eltern und Kind
Die Kindesabstammung erfolgt entweder durch Vermutung der Abstammung des Kindes aus der Ehe, durch Anerkennung des Kindes durch den Vater oder aber durch gerichtliche Feststellung der Vaterschaft. Dabei hat die Abstammung aus der Ehe generell Vorrang und eine Feststellung nach den anderen Verfahrensprinzipien kann nicht erfolgen. Die Vermutung der Abstammung gilt für ein Kind, das entweder in der Ehe oder aber 300 Tage nach ihrer Auflösung oder Nichtigkeitserklärung geboren wurde. Geht die Frau innerhalb der 300 Tage eine neue Ehe ein, so wird vermutet, dass der neue Ehepartner der Vater des Kindes ist. Dies gilt wiederum nicht, wenn die Feststellung der Vaterschaft 300 Tage nach der Trennung durch ein Gericht erfolgt ist, Art. 62 FVGB. Auf Feststellung des Nichtbestehens der Vaterschaft können sowohl der Vater als auch Mutter und Kind klagen. Das Kind kann jedoch nach Erreichen der Volljährigkeit nur innerhalb von zwei Jahren eine solche Klage einreichen.
Die Anerkennung des Kindes erfolgt durch den Vater, entweder beim zuständigen Standesamt, dem Vormundschaftsgericht oder aber für die im Ausland lebenden Polen beim zuständigen Konsul, Art. 72 ff. FVGB. Die Anerkennung kann stets nur mit Zustimmung der Mutter erfolgen, auch wenn das Kind bereits die Volljährigkeit erreicht hat. Kann eine Zustimmung der Mutter nicht abgegeben werden, etwa weil sie tot oder aber ihr gegenüber eine Vormundschaft besteht, ist die Zustimmung des gesetzlichen Vertreters notwendig. Die Anerkennung der Leibesfrucht ist ebenfalls möglich.
Das Kind, die Mutter und der mutmaßliche Vater können die gerichtliche Feststellung der Vaterschaft verlangen, Art. 84 ff. FVGB. Nach dem Tod des Kindes oder nach dessen Volljährigkeit ist eine solche Feststellung jedoch nicht möglich. Es wird vermutet, dass derjenige Vater des Kindes ist, der 181 Tage vor der Geburt bzw. 300 Tage nach der Geburt mit der Mutter verkehrt hat. Bei der gerichtlichen Feststellung der Vaterschaft wird vom Gericht auch entschieden, ob dem Vater die elterliche Sorge erteilt wird.

### Elterliche Sorge
Die elterliche Sorge steht bis zur Volljährigkeit des Kindes beiden Elternteilen zu, sofern diese voll geschäftsfähig sind. Hat ein Elternpaar, das keine Kinder hat, das gemeinsame Sorgerecht, so kann das Gericht auf Antrag einem Elternteil die elterliche Sorge zusprechen und dem anderen Teil bestimmte Rechte und Pflichten bezüglich des Kindes beschränken (Art. 107 FVGB). Ebenso kann die elterliche Sorge beschränkt werden, wenn das Kindeswohl gefährdet ist (Art. 109 FVGB).
Sollten Hindernisse bestehen, die es den Eltern nicht möglich machen, ihre elterliche Sorge auszuüben, kann das Gericht die elterliche Sorge aufheben. Sollte das Hindernis jedoch dauerhaft sein oder die Anordnung des Gerichtes grob missachtet oder missbraucht werden, kann das Gericht die elterliche Sorge dauerhaft entziehen. Ist der Aufhebungsgrund jedoch weggefallen, kann das Gericht die elterliche Sorge wiederherstellen (Art. 110–114 FVGB).

### Annahme als Kind
Nur ein Minderjähriger kann als Kind angenommen werden. Der Adoptierende kann nur eine Person sein, die voll geschäftsfähig ist und dessen persönliche Merkmale darauf schließen lassen, dass er seine Pflicht angemessen erfüllen wird. Nur ein Ehepaar kann ein Kind gemeinsam annehmen. Somit sind Einzelpersonen und nicht verheiratete Paare für das Adoptionsverfahren ausgeschlossen.
Im Falle einer Adoption bestehen drei Möglichkeiten:
- zum einen eine unvollkommene Annahme nach Art. 124 FVGB: Es entstehen nur Rechtsbeziehungen zwischen dem Adoptierten und dem Adoptierenden, die sich aber auf die Abkömmlinge des Adoptierten erstrecken.
- Eine vollkommene Annahme nach Art. 121 FVGB sieht vor, dass zwischen dem Adoptierten und dem Adoptierenden eine Beziehung wie bei leiblichen Eltern und deren Abkömmlingen entsteht. Der Adoptierte erwirbt alle die sich aus der Verwandtschaft ergebenden Rechte und Pflichten gegenüber Verwandten des Adoptierenden. Die Rechte in Bezug auf Verwandte des Adoptierten erlöschen gleichzeitig. Dieser Fall der Adoption erstreckt sich auch auf die Abkömmlinge des Adoptierten.
- Die vollkommenste Adoption nach Art. 1241, 1251 FVGB sieht die gleichen Folgen wie bei der vollkommenen Adoption vor, kann aber im Gegensatz zur vollkommenen und unvollkommenen Möglichkeit nicht widerrufen werden. In diesem Fall wird ein neuer Geburtsschein ausgestellt.

Zur Adoption ist die Zustimmung der zukünftigen Eltern sowie des Adoptierten, wenn dieser das 13. Lebensjahr vollendet hat, notwendig. Durch die Annahme erlischt die ursprüngliche elterliche Sorge und die Vormundschaft des Adoptierten. Aus wichtigen Gründen kann sowohl der Adoptierende als auch der Adoptierte bei Gericht die Auflösung des Annahmeverhältnisses beantragen.

### Unterhaltspflicht
Die Pflicht der Unterhaltsgewährung trifft zunächst die Verwandten in gerader Linie und die Geschwister. Dies bedeutet zunächst also die Abkömmlinge vor Verwandten in aufsteigender Linie und die Abkömmlinge vor Geschwistern, Art. 128 ff. FVGB. Die Unterhaltspflicht belastet bei Vorhandensein mehrerer Möglichkeiten zunächst vorrangig die Verwandten näheren Grades. Die Verwandten gleichen Grades sind nach ihren Erwerbs- und Vermögensmöglichkeiten zum Unterhalt verpflichtet. Die Unterhaltspflicht des Ehegatten bei Trennung oder Auflösung der Ehe ist vorrangig gegenüber der Unterhaltspflicht der Verwandten. Berechtigt zum Erhalt von Unterhaltsleistungen ist derjenige, der in Not geraten ist, bei Kindern wird aber angenommen, dass diese sich, wenn sie nicht selbst über ausreichend vorhandene finanzielle Mittel verfügen, sich nicht selbst unterhalten können. Der Umfang von Unterhaltsleistungen hängt von folgenden Faktoren ab:
- gerechtfertigte Bedürfnisse des Berechtigten,
- Erwerbs- und Vermögensmöglichkeiten des Verpflichteten.

Sollte ein Geschwisterteil zum Unterhalt verpflichtet sein, kann es den Unterhalt verweigern, sofern mit der Unterhaltszahlung ein Nachteil für dessen Familie erwachsen würde.
Bei geschiedenen Eheleuten hängt die Unterhaltszahlung maßgeblich davon ab, welcher Teil vom Gericht für die Zerrüttung der Ehe hauptverantwortlich anerkannt worden ist. Ist ein Teil nicht ausschließlich für die Zerrüttung der Ehe für schuldig erkannt worden und in einer Notsituation, kann er von dem geschiedenen Ehegatten nach dessen Vermögens- und Erwerbsmöglichkeiten entsprechende Mittel verlangen. Sollte ein Ehepartner für hauptschuldig an der Zerrüttung der Ehe anerkannt worden sein, kann der andere Teil, auch ohne in Not geraten zu sein, entsprechende Mittel verlangen, wenn die Auflösung der Ehe für ihn eine Schlechterstellung im materiellen Sinne zur Folge hat. Die Unterhaltspflicht fällt im Falle einer neuen Eheschließung durch den berechtigten Ehegatten weg. Ebenfalls entfällt die Pflicht nach fünf Jahren nach Auflösung der Ehe, wenn der verpflichtende der Ehegatte ist, der vom Gericht nicht als Schuldiger für die Zerrüttung der Ehe anerkannt worden ist. Unter bestimmten Umständen kann die Frist auf Antrag des Berechtigten verlängert werden. Nach Art. 144 FVGB kann auch eine Unterhaltspflicht zwischen einem Kind und dem Ehemann der Mutter, der nicht dessen Vater ist (oder Ehefrau, die nicht Mutter ist) entstehen. Die Entstehung einer solchen Pflicht muss den Regeln des gesellschaftlichen Zusammenlebens entsprechen.

## Vormundschaft und Pflegschaft Art. 145–184 FVGB
Eine Vormundschaft kann sowohl für einen Minderjährigen als auch für eine unbeschränkt entmündigte Person angeordnet werden, Art. 145 ff. FVGB. In der Regel wird diese von einem vom Gericht bestellten Vormund unentgeltlich ausgeübt. Der Vormund muss voll geschäftsfähig sein und muss die notwendigen Eigenschaften vorweisen. Jede Person, die vom Gericht als Vormund bestimmt worden ist, ist verpflichtet, diese Aufgabe anzunehmen. Aus wichtigen Gründen kann das Gericht den Vormund aus seiner Funktion betreffend die finanziellen Angelegenheiten, sowie die Sorge um die Person des Mündels zu tragen, entlassen. Der Vormund muss bei wichtigeren Angelegenheiten, die die finanzielle Situation bzw. das Vermögen des Mündels betreffen, die Bewilligung des Vormundschaftsgerichtes einholen. Das Vormundschaftsgericht überprüft die Ausübung der Vormundschaft. Sollte das Gericht überzeugt sein, dass die Pflichten des Vormundes nicht ordnungsgemäß erfüllt werden, kann das Gericht die Vormundschaft entziehen. Es kann auch den Vormund von seiner Aufgabe befreien, wenn der Vormund aus tatsächlichen oder rechtlichen Gründen seine Funktion nicht mehr ausüben kann oder durch seine Handlungen das körperliche bzw. finanzielle Wohl des Mündels gefährden. Ist im Rahmen der Vormundschaft dem Mündel ein Schaden entstanden, so hat dieser einen Schadensersatzanspruch gegen den Vormund, der innerhalb von drei Jahren nach Beendigung der Vormundschaft verjährt.
Die Pflegschaft wird in folgenden Fällen angeordnet:
- für eine teilweise entmündigte Person – für deren Vertretung und Vermögensverwaltung, wenn das Gericht dies entscheidet, Art. 181 FVGB;
- für eine Leibesfrucht – wenn es zur Sicherung der zukünftigen Rechte des Kindes notwendig ist, Art. 182FVGB;
- auf Verlangen einer körperlich beeinträchtigten Person für die Unterstützung der Führung all ihrer oder nur bestimmter Angelegenheiten, Art. 183 FVGB;
- für einen Abwesenden, der keinen Vertreter hat und aufgrund seiner Abwesenheit nicht in der Lage ist, seine Angelegenheiten zu führen, Art 184 FVGB.